# Yahya Mahayni
Yahya Mahayni, arab. يحيى محياني (ur. w Syrii) – syryjski aktor filmowy.
Studiował prawo na Uniwersytecie w hiszpańskiej Grenadzie. Przez rok studiował również w szkole aktorskiej i zagrał w kilku filmach krótkometrażowych. 
Międzynarodowy sukces odniósł główną rolą w swoim fabularnym debiucie aktorskim w tunezyjskim filmie Człowiek, który sprzedał swoją skórę (2020) w reżyserii Kaouther Ben Hanii. W tej gorzkiej satyrze na świat sztuki Mahayni wcielił się w postać syryjskiego uchodźcy, który w zamian za wolność decyduje się odsprzedać swoją skórę amerykańskiemu artyście, traktującemu ją jak swoje płótno i tatuującemu na niej symboliczną wizę wjazdową do strefy Schengen. Obraz zdobył nominację do Oscara dla najlepszego filmu nieanglojęzycznego, a kreacja Mahayniego przyniosła mu nagrodę dla najlepszego aktora w sekcji "Horyzonty" na 77. MFF w Wenecji.